# Березняки (Кинель-Черкасский район)
Березняки́ — село в Кинель-Черкасском районе Самарской области России. Административный центр сельского поселения Березняки.

## География
Село находится в восточной части Самарской области, в пределах Высокого Заволжья, в лесостепной зоне, на левом берегу реки Малый Кинель, на расстоянии примерно 38 км (по прямой) к востоку-юго-востоку (ESE) от села Кинель-Черкассы, административного центра района. Абсолютная высота — 73 м над уровнем моря.
Климат
Климат характеризуется как умеренно континентальный, с холодной малоснежной зимой и жарким сухим летом. Среднегодовая температура воздуха — 4,1 °С. Средняя температура воздуха самого тёплого месяца (июля) — 20,7 °C (абсолютный максимум — 40 °C); самого холодного (января) — −13 °C (абсолютный минимум — −43 °C). Среднегодовое количество атмосферных осадков составляет 469 мм, из которых 297 мм выпадает в период с апреля по октябрь. Снежный покров держится в течение 147 дней.
Часовой пояс
Село Березняки, как и вся Самарская область, находится в часовой зоне МСК+1. Смещение применяемого времени относительно UTC составляет +4:00.

## Население
| 2010 |
| ---- |
| 797  |

Половой состав
По данным Всероссийской переписи населения 2010 года в гендерной структуре населения мужчины составляли 46,7 %, женщины — соответственно 53,3 %.
Национальный состав
Согласно результатам переписи 2002 года, в национальной структуре населения русские составляли 84 % из 889 чел.